# Rammelsee und Kleiner Schimmelsteig
Das Naturschutzgebiet Rammelsee und Kleiner Schimmelsteig liegt auf dem Gebiet der Gemeinde Ergersheim im mittelfränkischen Landkreis Neustadt an der Aisch-Bad Windsheim in Bayern.
Das Gebiet erstreckt sich nordöstlich von Seenheim, einem Gemeindeteil von Ergersheim. Westlich des Gebietes verläuft die Kreisstraße NEA 31, südwestlich erstreckt sich das 39,5 ha große Naturschutzgebiet Hutung am Gigert.

## Bedeutung
Das 39,5 ha große Gebiet steht seit dem Jahr 1983 unter der Kenn-Nummer NSG-00183.01 unter Naturschutz. Es handelt sich um Eichen-Mischwälder mit historischer Waldnutzungsform.